# 1647 год в науке
В 1647 году произошли различные научные и технологические события, некоторые из которых представлены ниже.

## Публикации
- Ян Гевелий опубликовал трактат «Селенография, или описание Луны», с детальным описанием лунной географии, изображениями 60 участков лунной поверхности и общим видом Луны в различных фазах. В этом труде Гевелий предложил названия для объектов на поверхности Луны, часть которых закрепилась в науке, правильно оценил высоту лунных гор, открыл явление лунной либрации по долготе[1]
- Грегуар де Сен-Венсан опубликовал главное своё сочинение «Геометрический труд о квадратуре круга и конических сечений» (лат. Opus Geometricum Quadraturæ Circuli et Sectionum Coni)», который высоко ценили Лейбниц, Паскаль и другие математики XVII века. В книге Сен-Венсан изложил несколько значительных открытий, в том числе вычисление площади под гиперболой и связь её с логарифмами, приёмы расчёта объёмов, он также ввёл (независимо от Кавальери) полярную систему координат. Труд Сен-Венсана стал важным шагом к открытию математического анализа[2].
- Вышел в свет первый русский военный устав, «Учение и хитрость ратного строения пехотных людей»[3].

## Родились
См. также: Категория:Родившиеся в 1647 году
- 2 апреля — Мария Сибилла Мериан, немецкая художница и энтомолог (умерла в 1717 году)[4].
- 22 августа — Дени Папен,французский физик, один из изобретателей паровой машины (умер в 1713 году)[5].
- 7 декабря — Джованни Чева, итальянский геометр (умер в 1734 году).

## Скончались
См. также: Категория:Умершие в 1647 году
- 8 октября — Христиан-Северин Лонгомонтан, датский астроном, ученик Тихо Браге (род. в 1562 году)[6].
- 25 октября — Эванджелиста Торричелли, итальянский физик и математик, ученик Галилея и автор концепции атмосферного давления (род. в 1608 году)[7].
- 30 ноября — Бонавентура Кавальери, итальянский математик, предтеча математического анализа, главный представитель «геометрии неделимых» (род. в 1598 году)[8].